# Acanthodelta melicertella
Acanthodelta melicertella là một loài bướm đêm trong họ Noctuidae.